# 米林镇
米林镇，是中华人民共和国西藏自治区林芝市米林市下辖的一个乡镇级行政单位。

## 行政区划
米林镇下辖以下地区：
东措社区、东多村、米林村和邦仲村。